# Danilo Stojanović
Danilo „Čika Dača“ Stojanović (* 24. Oktober 1877 in Lapovo bei Kragujevac, Königreich Serbien; † 23. April 1967 in Belgrad, Jugoslawien) war ein serbischer Fußballpionier und treibende Kraft in den Anfangsjahren des Belgrader Fußballs. Er initiierte 1903 die Gründung des FK Šumadija in Kragujevac. Außerdem war er im Jahr 1911 einer der Initiatoren für die Gründung des Belgrader Vereins BSK sowie zwei Jahre später maßgeblich an der Gründung des SK Velika Srbija beteiligt. Er agierte im Fußball als Spieler, Torwart, Trainer und Sportfunktionär und gilt heute als einer der bedeutendsten und bekanntesten Wegbereiter des serbischen Fußballs.

## Geschichte
Am 14. September 1903 gründete Danilo Stojanović in Kragujevac den Fußballverein FK Šumadija, nach dem SK Soko der zweite Fußballverein im Königreich Serbien. Die ersten Fußbälle hatte Stojanović aus Deutschland nach Kragujevac mitgebracht. Als Student in Mittweida erlernte er im damaligen Deutschen Reich das Fußballspielen bei einem polnischen Verein namens „Wisła“. Stojanović war so begeistert vom Fußball, dass für ihn damals schon feststand, die neue Sportart ebenfalls in seiner Heimat einzuführen. Nach seiner Rückkehr war er als Lehrer an einer Schule in Kragujevac tätig, wo er die Schüler auch das Fußballspielen lehrte. Stojanović wurde erster gewählter Präsident des Vereins und schlug auch dessen Namen vor. Der Name Šumadija steht für eine stark bewaldete Region, daher kommt auch der Name, da šuma im Serbischen „Wald“ bedeutet. 
Beim FK Šumadija blieb er bis 1906. Dann zog er aus beruflichen Gründen nach Belgrad, wo er bis 1910 beim SK Soko spielte. 1911 war er Gründungsmitglied des Vereins BSK, bei dem er zum Vizepräsidenten bestimmt wurde. Ein Jahr später verließ er den BSK wieder und wurde Präsident des SK Dušanovac. Mit Beginn des Balkankriegs 1912 trat er der serbischen Armee bei. Am Ende des Krieges kehrte er nach Belgrad zurück und gründete am 1. August 1913 zusammen mit einer Gruppe ehemaliger Spieler des BSK, den SK Velika Srbija. Mit Ausbruch des Ersten Weltkriegs 1914 trat er erneut der serbischen Armee bei. Als Flüchtling kam er schließlich nach Frankreich und trainierte dort anfangs bei Olympique Marseille, ehe er anschließend für zwei Pariser Fußballvereine spielte. In Paris besaß er auch eine Werkstatt für die Herstellung von Bohrern.
1919 kehrte er zurück zum SK Velika Srbija, änderte den Vereinsnamen in SK Jugoslavija und wurde dessen Vereinspräsident. Diese Funktion übte er bis 1921 aus. 1920 war Stojanović auch maßgeblich an der Gründung des Jugoslawischen Fußballverbandes in Zagreb beteiligt und wurde zum Vizepräsidenten bestimmt. Als Trainer wurde er mit dem SK Jugoslavija zweimal Jugoslawischer Meister, ehe er den Verein 1926 verließ. Danach übte er Funktionen bei mehreren Vereinen und Organisationen aus und wurde auch erster Präsident des Belgrader Fußballverbandes. Er war Ehrenpräsident der Vereine FK Šumadija, SK Dušanovac und Roter Stern Belgrad. 1951 veröffentlichte er seine Autobiographie Čika Dačine Uspomene (dt.: Čika Dačas Erinnerungen). Nach ihm ist das Stadion Čika Dača benannt. Danilo Stojanović starb im Alter von 89 Jahren in Belgrad.